# Stanley E. Bowdle

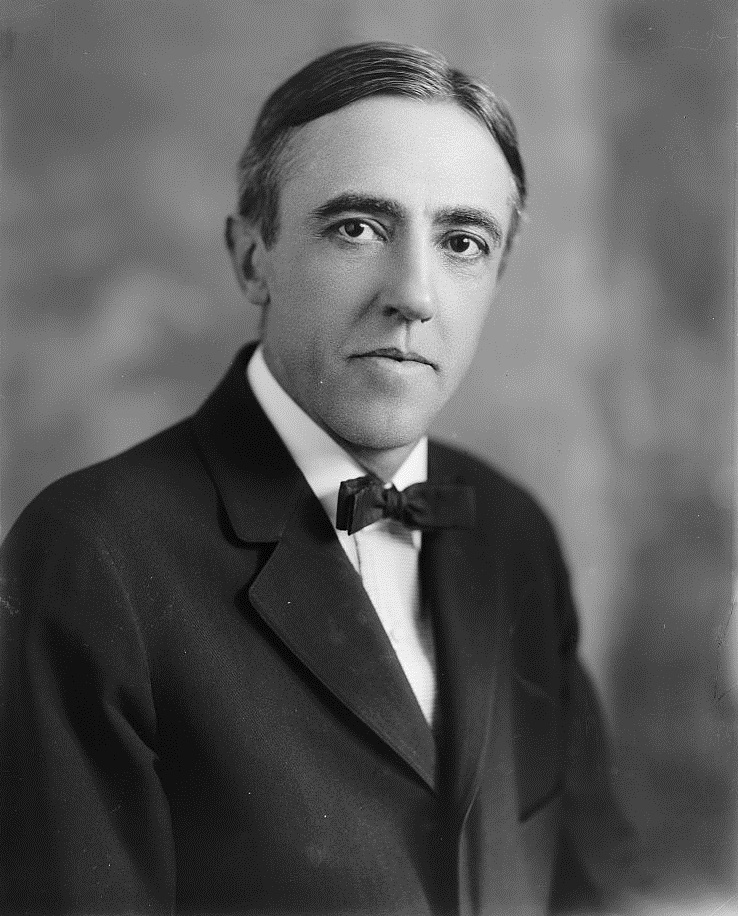
Stanley E. Bowdle

Stanley Eyre Bowdle (* 4. September 1868 in Clifton, Clark und Greene County, Ohio; † 6. April 1919 in Cincinnati, Ohio) war ein US-amerikanischer Politiker der Demokratischen Partei. Von 1913 bis 1915 war er Mitglied des Repräsentantenhauses der Vereinigten Staaten für den 1. Kongressdistrikt des Bundesstaates Ohio.

## Biografie
Stanley Bowdle wurde in Clifton geboren. Dort besuchte er bis zu seinem 15. Lebensjahr die öffentlichen Schulen. Bei der Cramp Werft in Philadelphia absolvierte er eine dreijährige Ausbildung. An der University of Cincinnati studierte er Jura und schloss 1889 ab. Im selben Jahr wurde er als Rechtsanwalt zugelassen. In Cincinnati eröffnete er eine Anwaltskanzlei. Wegen einer Krankheit lebte er für einige Zeit in Colorado und von 1897 bis 1900 in Mexiko. Nach seinem Aufenthalt in Mexiko kehrte er nach Cincinnati zurück und nahm seine Anwaltstätigkeit wieder auf. 
Als Vertreter für den 1. Kongressdistrikt von Ohio wurde er 1912 ins US-Repräsentantenhaus gewählt. Dort vertrat er den 1. Distrikt bis 1915, seine Wiederwahl war nicht erfolgreich. Ebenso kandidierte er 1916 erneut erfolglos für den Sitz des 1. Distrikts. Nach seiner Rückkehr aus Washington wurde er Bürgermeister seiner Geburtsstadt. Bis zu seinem Tod 1919 praktizierte er weiter als Anwalt in Cincinnati. Er wurde auf dem Spring Grove Cemetery beigesetzt. 